# فريديريك يوهانسن
فريديريك يوهانسن (بالفرنسية: Frédéric Johansen)‏ هو لاعب كرة قدم فرنسي في مركز الوسط، ولد في 12 أكتوبر 1972 في كولمار في فرنسا، وتوفي في 19 ديسمبر 1992 في Hirtzfelden ‏ في فرنسا بسبب حادث مرور. شارك مع منتخب فرنسا تحت 21 سنة لكرة القدم. أما مع النوادي، فقد لعب مع نادي ميلوز.

## وصلات خارجية
- فريديريك يوهانسن على موقع قاعدة بيانات كرة القدم.إي يو (الإنجليزية)